# The American Voter

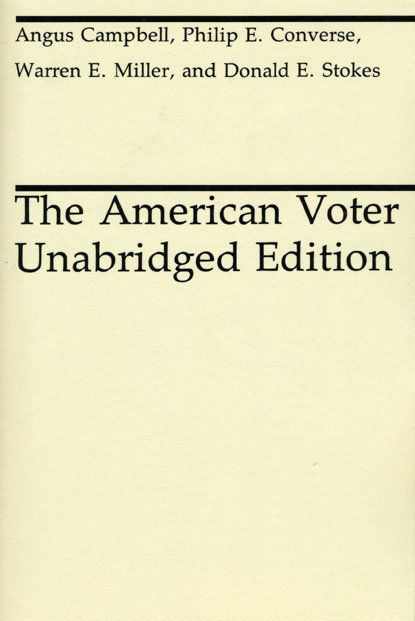
Titelseite

The American Voter (Der amerikanische Wähler) ist der Titel einer 1960 erstmals erschienenen Monografie der amerikanischen Wahlforscher Angus Campbell, Philip E. Converse, Warren E. Miller und Donald E. Stokes. Die Autoren waren Mitglieder der von Campbell geleiteten Forschergruppe am „Survey Research Center“ (SRC) der University of Michigan, wo 1948 erstmals eine nationale Wahlstudie durchgeführt wurde, die den Ausgangspunkt der American National Election Studies (ANES) darstellte.
In diesem Werk widmeten sie sich der Analyse des individuellen Stimmverhaltens von Wählern bei politischen Wahlen und etablierten damit einen nach dem Sitz der University of Michigan als Ann-Arbor-Modell bezeichneten Erklärungsansatz, der eine der drei Hauptströmungen der Wahlforschung darstellt. Das Buch zählt zusammen mit dem 1944 erschienenen The People’s Choice von Paul Felix Lazarsfeld und anderen Autoren sowie dem von Anthony Downs im Jahr 1957 veröffentlichten An Economic Theory of Democracy zu den einflussreichsten Werken der Wahlforschung.

## Inhalt
In dem Werk The American Voter, das auf Analysen von Umfragedaten zu den Wahlen von 1952 und 1956 sowie kleineren Stichproben zu den Wahlen von 1948, 1954 und 1958 in den Vereinigten Staaten beruhte, stellten die Autoren einen sozialpsychologischen Ansatz zur Erklärung des individuellen Wahlverhaltens bei politischen Wahlen dar. Dieser als Ann-Arbor-Modell bezeichneten Theorie zufolge sind die Beurteilung der Kandidaten, die Bewertung der aktuell relevanten politischen Themen sowie die Parteiidentifikation die entscheidenden Faktoren für das Stimmverhalten von Wählern. Neben dem Rational-Choice-Ansatz sowie mikrosoziologischen Theorien gilt dieses Modell als eine der drei Hauptströmungen der Wahlforschung.

## Kritik
An der in The American Voter dargelegten Theorie wurde unter anderem kritisiert, dass die Autoren keine Regel zur Beantwortung der Frage präsentierten, welche der drei Hauptvariablen des Modells im Konfliktfall entscheidend sei. Andere Wissenschaftler stellten in Frage, dass die Parteiidentifikation wie von Campbell und seinen Kollegen postuliert langfristig stabil sei. Die Autoren des Werkes The Changing American Voter waren der Meinung, dass die in The American Voter enthaltenen Schlussfolgerungen nicht allgemeingültig seien, sondern nur für die in dem Werk analysierten Wahlen gelten würden.

## Bedeutung
Das Buch The American Voter gilt als eines der wichtigsten Werke der Wahlforschung und als Schlüsselwerk der Politikwissenschaft. Andere Werke wie The Changing American Voter (1976), The Unchanging American Voter (1989), The Disappearing American Voter (1992), The New American Voter (1996) sowie The American Voter Revisited (2008), in denen die Theorien von Campbell und seinen Kollegen zum Teil weitergeführt oder kritischen Analysen unterzogen wurden, nahmen im Titel unmittelbar Bezug auf deren 1960 erschienene Veröffentlichung. Spätere Untersuchungen zeigten zudem, dass sich die Kernaussagen des Modells unter Berücksichtigung länderspezifischer Wirtschafts-, Kultur- und Sozialfaktoren auch auf andere politische Systeme übertragen lassen. Die dem Buch zugrundeliegenden Methoden bildeten die Grundlage für die im Rahmen der American National Election Studies regelmäßig durchgeführten Wählerbefragungen in den USA und vergleichbare Projekte in anderen Ländern.